# Врх-при-Фарі
Врх-при-Фарі (словен. Vrh pri Fari) — поселення в общині Костел, регіон Південно-Східна Словенія, Словенія. Висота над рівнем моря: 414 м.